# Valentí Castanys
Valentí Castanys i Borràs (Barcelona, 1898-1965) fue un dibujante, humorista y comediógrafo español.
Fue la figura principal e impulsor de la revista de humor deportiva, Xut!, nacida en 1922. Fue colaborador de un gran número de publicaciones de humor gráfico y de información general: En Patufet, El Senyor Canons, El Be Negre, La Veu de Catalunya, La Rambla o La Ciutat. Consiguió gran popularidad como humorista radiofónico, conferenciante y escritor. Durante la Guerra Civil se estableció en San Sebastián cuando fue ocupada por los sublevados, donde colaboró con la publicación falangista, Flechas y Pelayos, bajo el seudónimo As. Al terminar la guerra colaboró en la revista Destino y el diario El Mundo Deportivo (hasta 1946) y en El Correo Catalán, además de fundar el semanario El Once, con el que pretendió emular el éxito de Xut!. Con su humor blanco y costumbrista, un grafismo limpio y sin complicaciones, y un estilo de caricatura estilizada sin demasiada exageración, fue uno de los principales humoristas catalanes de la posguerra.

## Obra dramática
- El partit del diumenge, sainete costumbrista deportivo en tres actos. En colaboración con Alfons Roure. Estrenado en el Teatro Romea de Barcelona el 19 de mayo de 1925.
- El comte Mitjacana, comedia en tres actos. Estrenada en el Teatro Apolo de Barcelona el 17 de octubre de 1925.

## Fondo documental en el Archivo Histórico de la Ciudad de Barcelona
El Archivo Histórico de la Ciudad de Barcelona (AHCB) conserva en sus fondos 395 dibujos originales de Valentí Castanys que fueron publicados en las páginas de La Veu de Catalunya, entre el 1 de noviembre de 1933 y el 3 de enero de 1936. Aquel 1 de noviembre aparece el anuncio, en nota destacada, de la nueva colaboración en La Veu de Catalunya de Valentí Castanys, y resalta sus notables cualidades como caricaturista.
Esta colección, donada al AHCB por La Veu de Catalunya el año 1936, se caracteriza por tratarse de dibujos a pluma con tinta china, de trazo limpio y seguro, de cuidada técnica y formato muy similar, en los que se representan caricaturizaciones inconfundibles de los principales protagonistas de la vida política del país, durante los convulsos años de la Segunda República.